# Safia endomelas
Safia endomelas är en fjärilsart som beskrevs av George Francis Hampson 1913. Safia endomelas ingår i släktet Safia och familjen nattflyn. Inga underarter finns listade.